# ديفيد في. هيرلي
ديفيد في. هيرلي (بالإنجليزية: David V. Herlihy)‏ هو صحفي ومؤرخ أمريكي، ولد في 30 يوليو 1958.